# Jerry Fuchs
Jerry Fuchs, rodným jménem Gerhardt Thomas Fuchs, (31. prosince 1974 – 8. listopadu 2009) byl americký bubeník.

## Život a kariéra
Docházel na Georgijskou univerzitu, kde studoval grafický design. Již během studií hrál s lokálními skupinami The Martians a Koncak. V roce 1996 odešel do New Yorku, kde začal vystupovat s kapelou Vineland, a následně s Turing Machine. Později působil ve skupině !!!, s níž nahrál album Myth Takes.
Rovněž spolupracoval s dalšími skupinami, mezi něž patří například The Juan MacLean, LCD Soundsystem, Massive Attack, Holy Ghost! a Maserati. Rovněž vystupoval v televizním pořadu Late Night with Conan O'Brien, v němž doprovázel hudebníka Mobyho. Dále vystupoval napříklav v pořadu Late Show with David Letterman se skupinou MSTRKRFT.
Dne 8. listopadu 2009 se se svým přítelem zasekl v rozbitém výtahu v brooklynském Williamsburgu. Dvojici se podařilo otevřít dveře. Fuchs se následně pokusil z kabiny výtahu vyskočit, avšak zachytil se kapucí, kvůli čemuž byl vyveden z rovnováhy a spadl do výtahové šachty. Spadl z výšky pátého patra. Když byl nalezen, nebyl schopný mluvit, a brzy byl prohlášen za mrtvého. Kapela LCD Soundsystem, s níž také vystupoval, mu věnovala své následující album This Is Happening.